# 미시시피 여자대학교 대 호건 사건
미시시피 여자대학교 대 호건 사건(Mississippi University for Women v. Hogan)은 미국 연방대법원 판례이다. 간호대학교가 인근에 없는 상황에서 남성의 입학을 배제시키는 주립간호대학의 입학정책은 미국 수정 헌법 제14조를 위반하는 것이라고 판시하였다.
미시시피 여자대학교는 이 결정에 따라 간호학과에 한해서 남녀 차별 없이 선발할 것을 명령받았고, 다른 학과에서는 여성의 입학만 허용해도 판결에 위배되지는 않았다. 그러나 모든 학과에 대해 성별 제한을 없앴으나, 여자대학교라는 교명은 유지하였다. 그 결과 여학생이 더 많이 입학하는 남녀공학 대학으로 운영되고 있다.

## 같이 보기
- 성평등